# Grigorij Rieczkałow
Grigorij Andriejewicz Rieczkałow (ros. Григорий Андреевич Речкалов, ur. 9 lutego 1920 we wsi Chudiakowo w obwodzie swierdłowskim, zm. 20 grudnia 1990 w Moskwie) – radziecki  lotnik wojskowy, generał major lotnictwa, dwukrotny Bohater Związku Radzieckiego (1943 i 1944).

## Życiorys
Urodził się w rodzinie chłopskiej. Skończył szkołę fabryczną, pracował jako elektromonter, uczył się w aeroklubie, od stycznia 1938 służył w Armii Czerwonej.
W 1939 ukończył wojskową lotniczą szkołę pilotów w Permie, był młodszym lotnikiem 55. pułku lotnictwa myśliwskiego w Odeskim Okręgu Wojskowym, od czerwca 1941 do lipca 1944 uczestniczył w wojnie z Niemcami kolejno jako lotnik, dowódca klucza, dowódca eskadry i nawigator – zastępca dowódcy 55. pułku lotnictwa myśliwskiego (potem 16. gwardyjskiego pułku lotnictwa myśliwskiego). Podczas jednego z lotów bojowych został ciężko ranny w głowę, po czym trafił na długo do szpitala. Do maja 1943 wykonał 194 loty bojowe, w 54 walkach powietrznych strącił osobiście 12 i w grupie 2 samoloty wroga. Do czerwca 1944 wykonał 415 lotów bojowych i wziął udział w 112 walkach powietrznych, w których strącił osobiście 48 i w grupie 4 samoloty wroga. Od lipca 1944 do marca 1945 dowodził 16 lotniczym pułkiem myśliwskim gwardii, potem został lotnikiem-instruktorem 9 Lotniczej Dywizji Myśliwskiej Gwardii, walczył na Froncie Południowym, Północno-Kaukaskim, 1., 2. i 4. Ukraińskim. Uczestniczył w walkach obronnych na południu Ukrainy, obronie Północnego Kaukazu, wyzwoleniu Kubania, Donbasu, Krymu, Białorusi i Polski, a także w operacji berlińskiej. Łącznie w czasie wojny wykonał ponad 450 lotów bojowych, w 122 walkach powietrznych strącił osobiście 61 i w grupie 4 samoloty wroga.
Od sierpnia 1945 służył jako inspektor-lotnik w 6 lotniczym pułku myśliwskim gwardii, w 1951 ukończył Akademię Wojskowo-Powietrzną w Monino i został zastępcą dowódcy, a w lipcu 1952 dowódcą 10 Lotniczej Dywizji Myśliwskiej Gwardii. Później dowodził 146 Lotniczą Dywizją Myśliwską w składzie Sachalińskiego Korpusu Obrony Przeciwlotniczej, 1957-1959 był zastępcą dowódcy lotnictwa myśliwskiego Samodzielnej Dalekowschodniej Armii Obrony Przeciwlotniczej w stopniu generała majora, w kwietniu 1959 zakończył służbę wojskową.

## Odznaczenia
- Złota Gwiazda Bohatera Związku Radzieckiego (dwukrotnie – 24 maja 1943[1] i 1 lipca 1944)
- Order Lenina
- Order Czerwonego Sztandaru (czterokrotnie)
- Order Aleksandra Newskiego
- Order Wojny Ojczyźnianej I klasy
- order Czerwonej Gwiazdy (dwukrotnie)

I medale.